# IC 2973
IC 2973 ist eine Balken-Spiralgalaxie vom Hubble-Typ SBcd im Sternbild Großer Bär am Nordsternhimmel. Sie ist schätzungsweise 144 Millionen Lichtjahre von der Milchstraße entfernt. Gemeinsam mit zehn weiteren Galaxien bildet sie die NGC 3995-Gruppe (LGG 259).

Das Objekt wurde am 12. Juni 1896 von Stéphane Javelle entdeckt.